# Georg Blickingberg

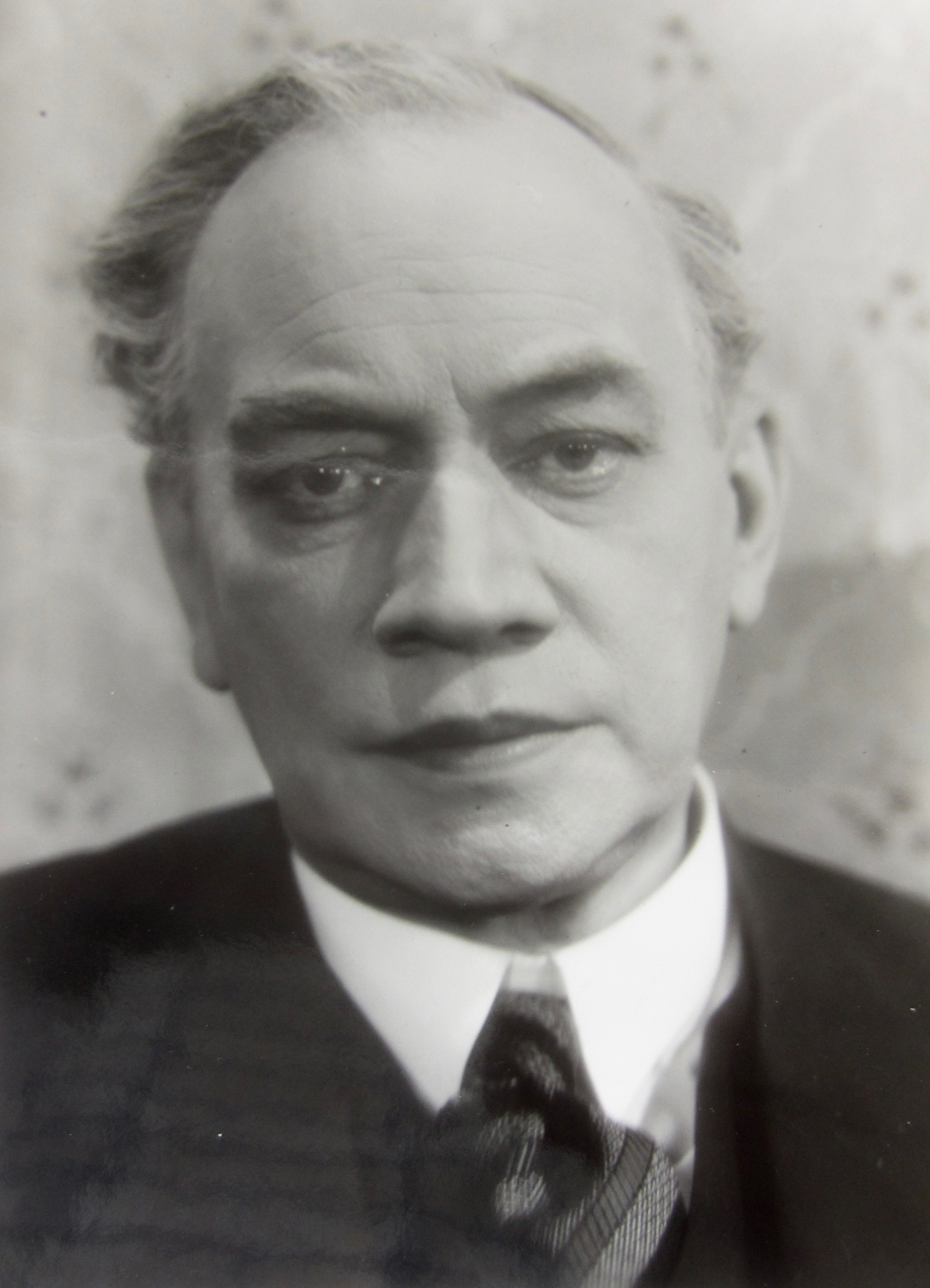
Georg Blickingberg på 1930-talet.
Foto: Louis Huch.

Georg Richard Blickingberg, född 4 februari 1878 i Fjälkestads församling i Kristianstads län, död 8 november 1940 i Oscars församling i Stockholm, var en svensk skådespelare.

## Biografi
Blickingberg var son till lantbrukaren Gustaf Jonsson och dennes maka Louise, född Blechingberg. Han genomgick skolutbildning i Trelleborgs gård, studerade teater, företog studieresor till England, Tyskland, Danmark, Norge och Finland. 
Han var engagerad som skådespelare hos Albert Ranft från 1903, vid Kungl. Dramatiska Teatern från 1904, vid Karin Swanströms teatersällskap från 1906 och från 1910 i Göteborg hos Albert Ranft. Han var anställd från 1918 vid Lorensbergsteatern och därefter från 1934 vid Stadsteatern i Göteborg. Från 1935 var han åter anställd vid Kungl. Dramatiska Teatern. Georg Blickingberg gästspelade i Sverige, Norge och Danmark. Han filmdebuterade 1917 och var verksam vid Hasselblads filminspelningar i Göteborg.
Bland hans roller märks Hamlet, Othello, Shylock i Köpmannen i Venedig, Brand och Cyrano de Bergerac.
Blickingberg var riddare av Vasaorden. Han avled på Betaniasystrarnas sjukhem i Stockholm. Georg Blickingberg är begravd på Solna kyrkogård.

## Filmografi
- 1917 – Förstadsprästen
- 1917 – Brottmålsdomaren
- 1919 – Hans nåds testamente
- 1934 – Unga hjärtan
- 1935 – Valborgsmässoafton
- 1940 – Hanna i societén
- 1940 – Vildmarkens sång

## Teater

### Roller (ej komplett)
| År   | Roll                                    | Produktion                                       | Regi            | Teater             |
| ---- | --------------------------------------- | ------------------------------------------------ | --------------- | ------------------ |
| 1922 | Herr Hamelin                            | Bröllopsdagar Paul Géraldy                       | Per Lindberg    | Lorensbergsteatern |
| 1932 | Anton Antonovitj Skvosnik-Dmuchanovskij | Revisorn Nikolaj Gogol                           | Alf Sjöberg     | Dramaten           |
| 1932 | Herren Gud                              | Guds gröna ängar Marc Connelly                   | Olof Molander   | Dramaten           |
| 1935 | Hertig de Maulévrier                    | Den gröna fracken Gaston Arman de Caillavet      | Rune Carlsten   | Dramaten           |
| 1936 | Järnhandlare Kohlman                    | Fridas visor Birger Sjöberg                      | Rune Carlsten   | Dramaten           |
| 1937 | Johansson                               | Skönhet Sigfrid Siwertz                          | Alf Sjöberg     | Dramaten           |
| 1937 | Överintendenten                         | Eva gör sin barnplikt Kjeld Abell                | Rune Carlsten   | Dramaten           |
| 1937 | Eilif Olsen Skeppar Meydell             | Vår ära och vår makt Nordahl Grieg               | Alf Sjöberg     | Dramaten           |
| 1937 | Styrman Sjöberg                         | Kungens paket Staffan Tjerneld och Alf Henrikson | Rune Carlsten   | Dramaten           |
| 1938 | David Bliss                             | Höfeber Noël Coward                              | Alf Sjöberg     | Dramaten           |
| 1938 | Amiral Ehrencroona                      | Spel på havet Sigfrid Siwertz                    | Alf Sjöberg     | Dramaten           |
| 1938 | Läkaren                                 | Sex trappor upp Alfred Gehri                     | Pauline Brunius | Dramaten           |
| 1939 | Delescluze                              | Nederlaget Nordahl Grieg                         | Svend Gade      | Dramaten           |
| 1939 | Erik i Falla                            | Kejsaren av Portugallien Selma Lagerlöf          | Rune Carlsten   | Dramaten           |